# اصیل جزیری
اصیل جزیری (انگلیسی: Assil Jaziri؛ زادهٔ ۳ اوت ۱۹۹۹) بازیکن فوتبال اهل تونس است.
از باشگاه‌هایی که در آن بازی کرده‌است می‌توان به باشگاه فوتبال نیس اشاره کرد.
وی همچنین در تیم‌های ملی فوتبال زیر ۲۳ سال تونس و تونس بازی کرده‌است.